# Diario Expreso (Ecuador)
El Diario Expreso es un periódico ecuatoriano con sede en la ciudad de Guayaquil. Fue fundado el 25 de julio de 1973 por Galo Martínez Merchán. y es distribuido al nivel nacional. Es propiedad de la empresa Gráficos Nacionales S.A. (Granasa). Es uno de los medios de comunicación más destacados del país.

### En redes sociales
- Diario Expreso en Facebook
- Diario Expreso en X (antes Twitter)
- Diario Expreso en Instagram
- Diario Expreso en LinkedIn

- Datos: Q5805286